# 商洛北站
商洛北站是一座隶属于西安铁路局的三等铁路车站，位于中华人民共和国陕西省商洛市商州中心城区东侧，经行宁西铁路，于2023年4月29日开办客运业务。

## 历史
商洛北站所在位置在开工前没有站台，经过的宁西铁路只有2股车道。然而，既有商洛站距离商洛市区10公里，离砚川站30公里，空置率较高，造成运输资源浪费；除此之外，新丰镇—商南段仅开行普速客车，无法满足旅客对快速、便捷的运输需求。在此背景下，商洛北站的规划被提上日程。
2022年11月22日，商洛市自然资源局开始征收商洛北车站项目所需土地；24日，区委副书记、区长主持召开西商城际铁路商洛北客站项目征迁工作部署会。2023年1月7日，商洛市政府与中国铁路西安局集团有限公司举行西商城际列车商洛北客站项目签约仪式。2023年4月29日，商洛北站通车。

## 站房
商洛北站的站房占地面积共约129亩，共有3层，其中1层有公共交通接驳站点和停车场，2层有一个平台，3层为站厅。站厅内设有站内设立综合服务中心、老弱病残孕旅客服务区，并配备有婴儿床、轮椅、沙发、饮水机等基本设施，还设立公安值班室，进站口设立安检门。

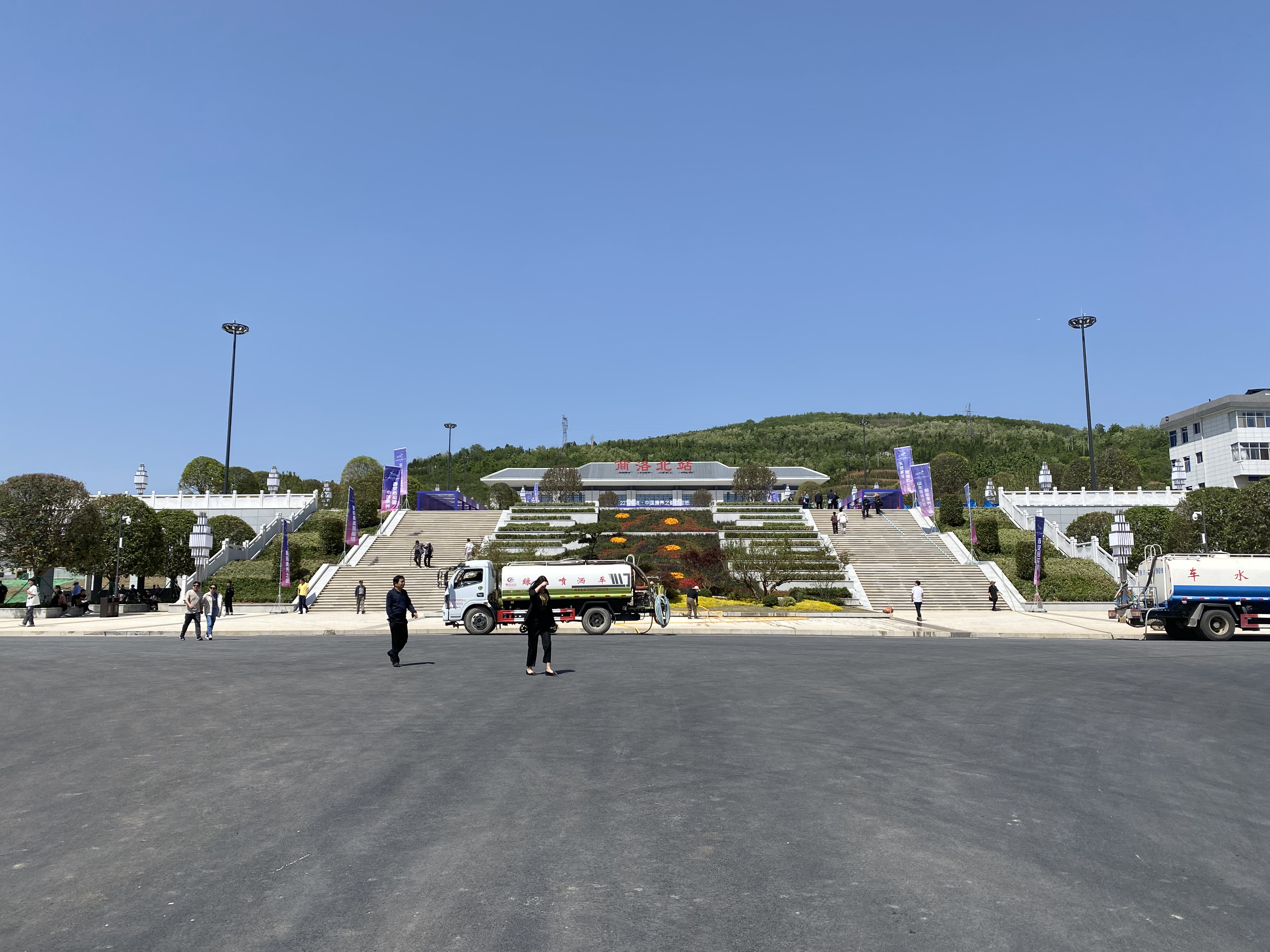
车站1层
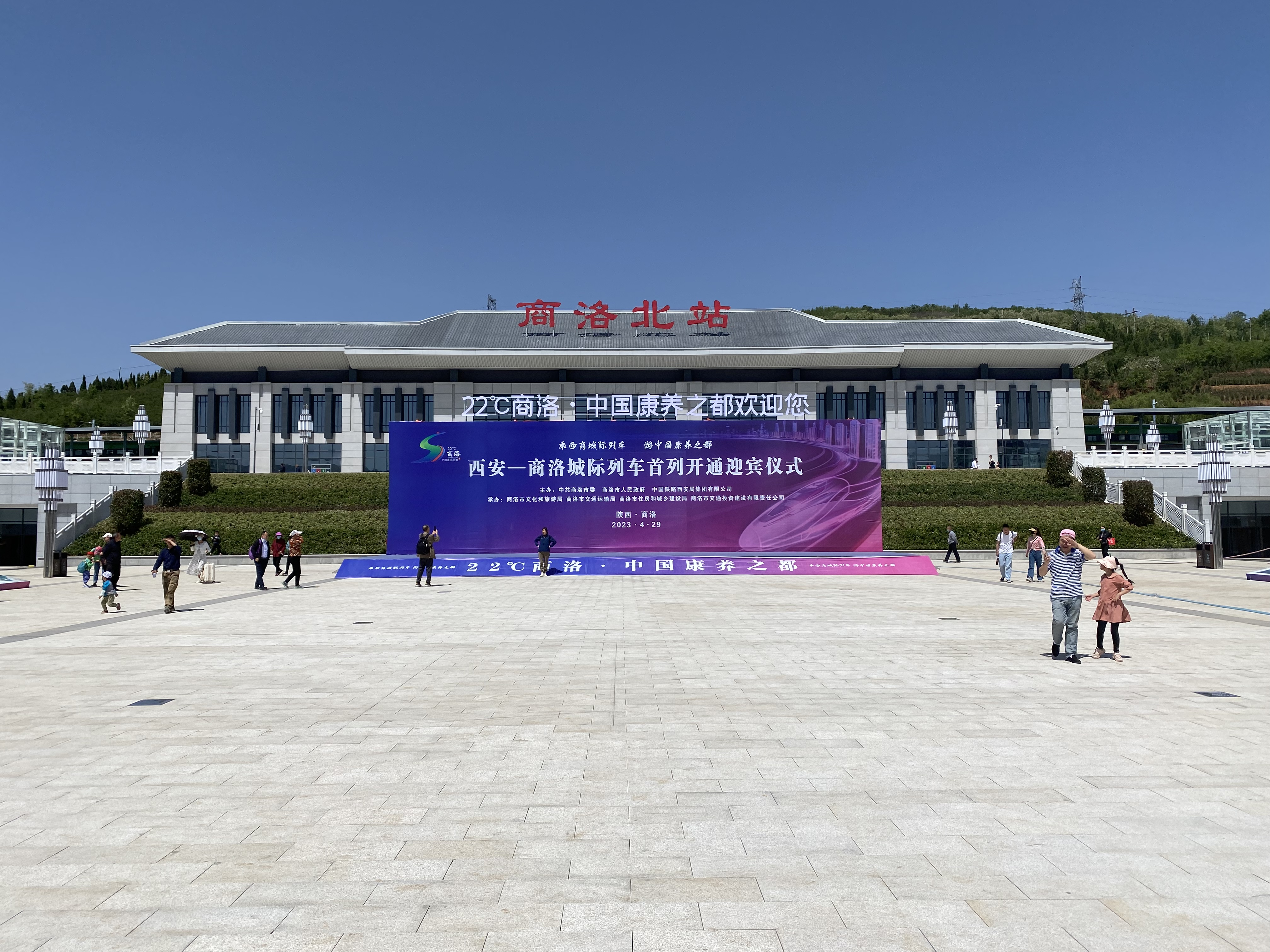
车站2层曾在通车当天举办通车仪式
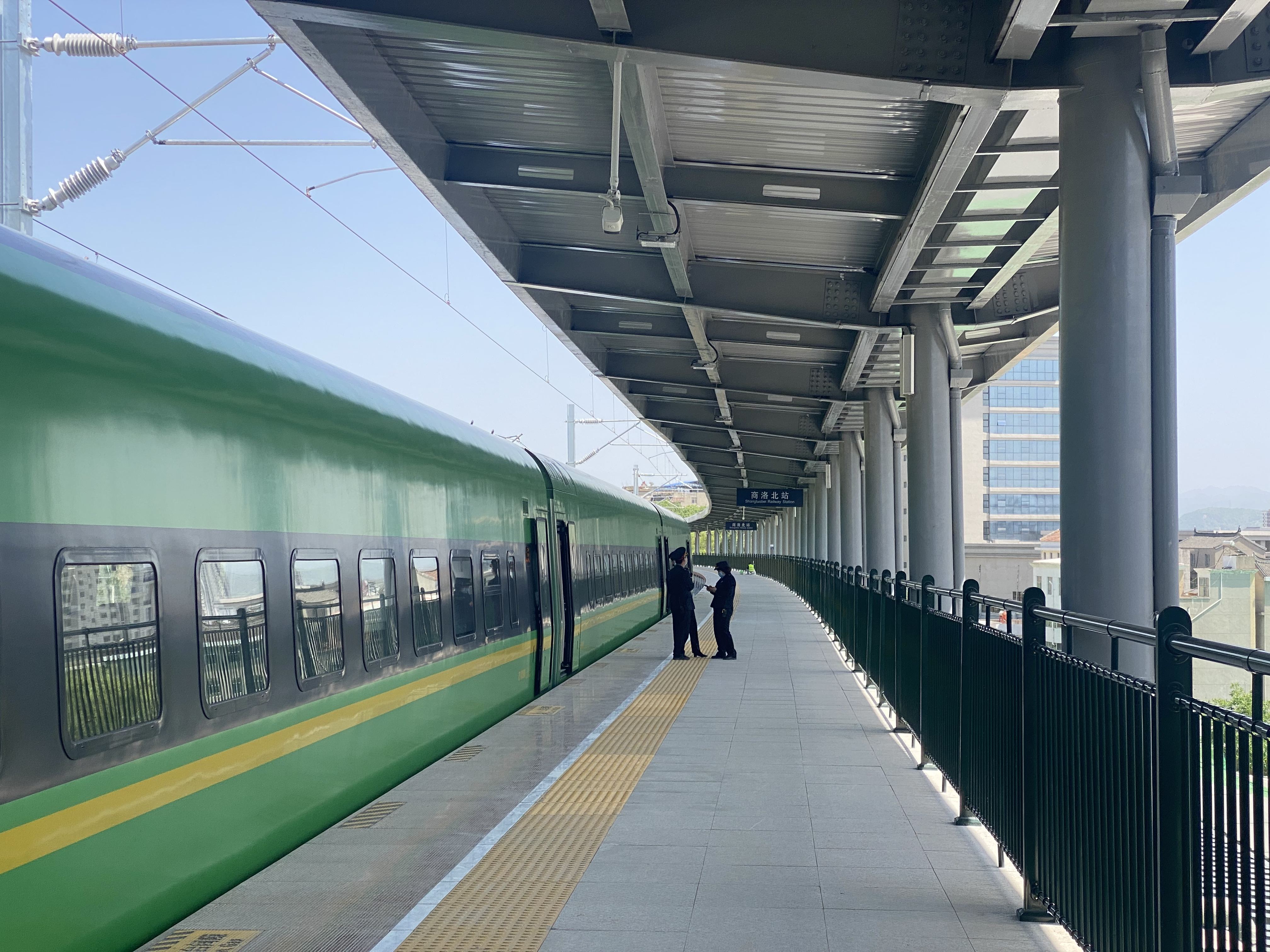
车站站台
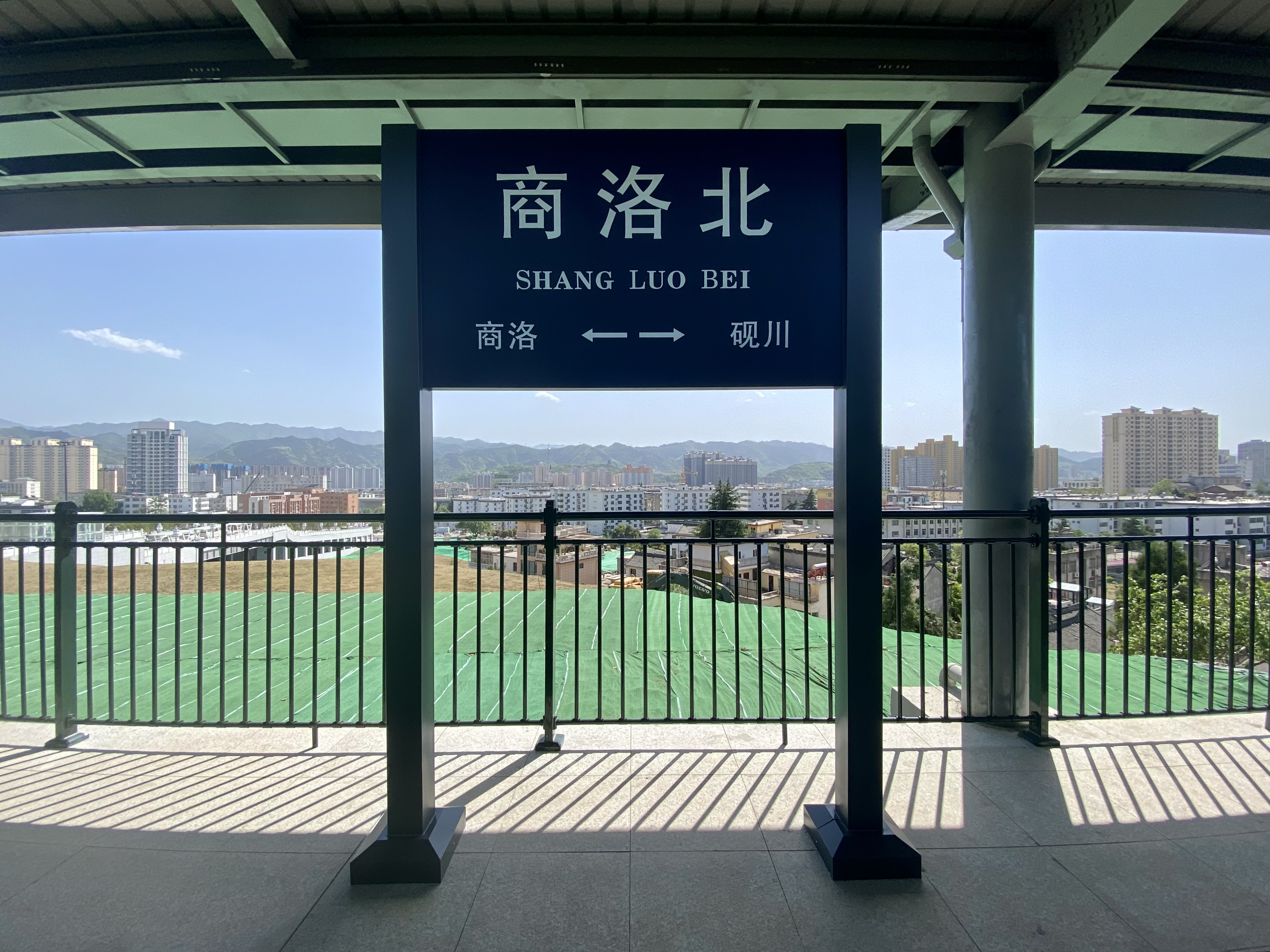
车站站台上的方向牌
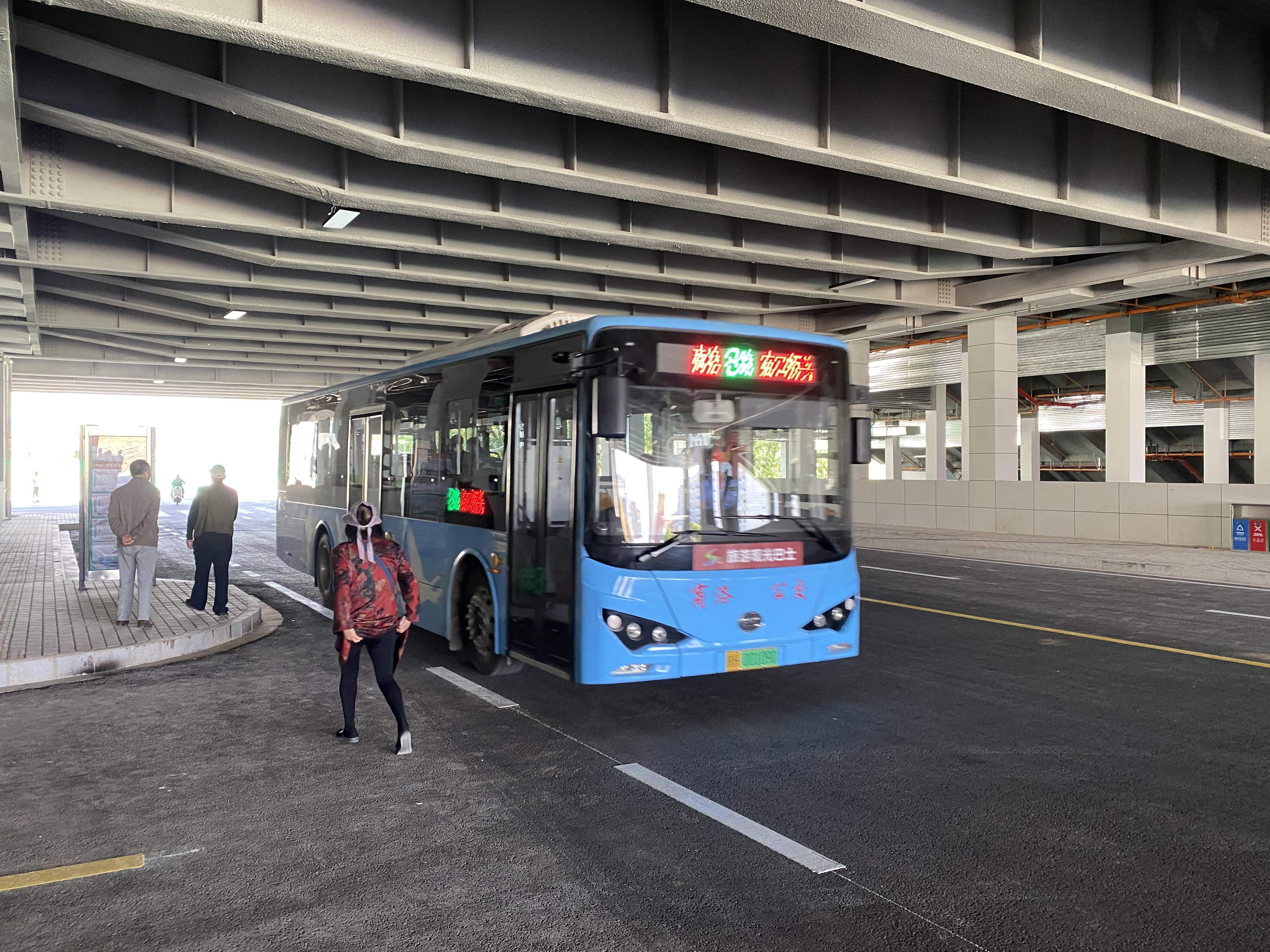
商洛公交8路驶入站房下方的公交站台

## 接驳交通
商洛北站在1层设有「商洛北客站」公交站，在该站可换乘商洛市区的公共交通。亦可以自此搭乘计程车、旅游客运来往于商洛市及邻近县市。